# PARIS
『PARIS』（パリ、Paris）は、2008年のフランス映画。愛国的な映画でフランスで170万人が観たという。『女と男のいる舗道』の中の実在の本物の哲学者との対話のシーンが、ソルボンヌ大学に通う女子大生と初老の歴史学の大家が個人的に親密になるエピソードになっている。

## ストーリー
ムーランルージュのプロダンサー、ピエールは自分の心臓が病に冒されている事を、姉のエリーズに打ち明ける。パリの街を舞台にそこで暮らす人々と彼らの想いの交錯を描く。

## キャスト
- エリーズ：ジュリエット・ビノシュ
- ピエール：ロマン・デュリス
- ロラン・ヴェルヌイユ：ファブリス・ルキーニ
- ジャン：アルベール・デュポンテル
- フィリップ・ヴェルニユ：フランソワ・クリュゼ
- パン屋：カリン・ヴィアール
- フランキー：ジル・ルルーシュ
- ディアン：オリヴィア・ボナミー（フランス語版）
- レティシア：メラニー・ロラン
- マルジョレーヌ：オドレ・マルネ（フランス語版）